# Ghislaine Nuytten
Ghislaine Monique Romain Nuytten (Wervik, 17 september 1954 – Leuven, 18 januari 2022) was een Belgisch mode-expert, modejournalist, trendwatcher, model en presentatrice.

## Biografie
Nuytten begon in 1977 haar modellencarrière nadat ze als prille twintiger een modellenwedstrijd van het Nederlandse vrouwenblad Viva won. Ze was populair in de jaren 80, werd een veelgevraagd model voor de Flair en wordt omschreven als het eerste Vlaamse internationale topmodel. Zo werkte ze samen met de ontwerpers Giorgio Armani, Jean Paul Gaultier en Gianni Versace. Bij de BRTN/VRT maakte ze in de periode 1985-1997 modeprogramma's zoals Blikvanger over Belgische mode en Look over internationale mode. Bij Radio Donna had ze in het programma Vrouwentongen een lifestylerubriek. Later dook ze op in het lifestyleprogramma Tendens op de West-Vlaamse regionale televisiezenders WTV en Focus en als jurylid in de programma's Topmodel en Benelux' Next Top Model. Daarna werd ze mode-expert bij Radio 2, reportagemaker voor Plus Magazine en was ze vaak te zien in modejury's.
Nuytten was verder actief als persagent van Walter Van Beirendonck en werkte geregeld samen met Dirk Van Saene. Ze was het gezicht van de campagne Mode, dit is Belgisch van het Instituut voor Textiel en Confectie in België, met grote focus op de Antwerpse Zes en waar het programma Blikvanger een product van was.
Nuytten was gehuwd met schrijver en Humo-redacteur Wilfried Hendrickx. Ze stierf op 67-jarige leeftijd aan een hartstilstand in Gasthuisberg. Ze leed al enkele jaren aan pulmonale hypertensie. Na haar overlijden schreef Hendrickx een boek over haar: Vaarwel Ghislaine (2023, ISBN 9789052400006).